# Beffroi de Rue
Le Beffroi de Rue est situé dans le centre de la ville de Rue à l'ouest du département de la Somme. Il est inscrit au patrimoine mondial de l'UNESCO au titre de Beffrois de Belgique et de France depuis 2005.

## Historique
Lorsque le comte de Ponthieu accorda une charte communale à la ville de Rue, celle-ci fit aussitôt construire un beffroi, en 1214. Endommagé, il fut reconstruit après la guerre de Cent Ans, le beffroi actuel présente une partie basse datant du XVe siècle.
La partie supérieure a été reconstruite en 1860 et le beffroi fut inscrit sur la liste des monuments historiques en 1926. Deux bâtiments de style néogothique ont été ajoutés de part et d'autre du beffroi afin de servir de mairie jusque 1969. Ils ont ensuite en partie abrité le musée des frères Caudron. Ces bâtiments sont protégés en tant que monuments historiques : inscription par arrêté du 13 septembre 2015.

## Caractéristiques

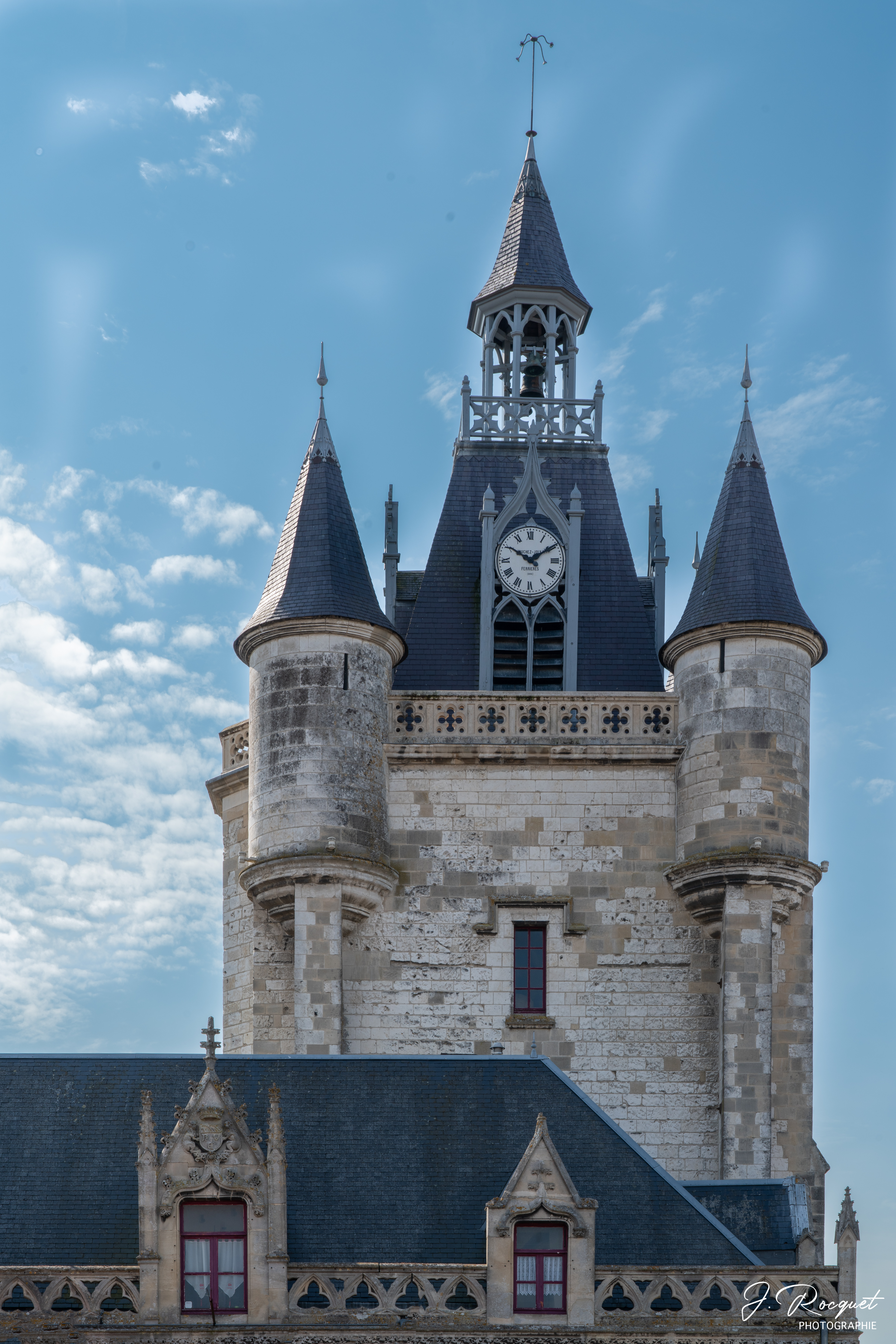
Partie supérieure du beffroi de Rue (Somme)

Le beffroi de Rue, construit en craie, est une tour de forme presque carrée, il s’élève à 29 mètres de hauteur. Des contreforts viennent consolider l'ensemble à chaque angle. La partie haute du beffroi est garnie de quatre échauguettes en encorbellement coiffées de toitures en poivrière. La base de ces tourelles s'appuie sur les contreforts. Le chemin de ronde qui relie les échauguettes est protégé par une balustrade. De là, on découvre, par beau temps, de vastes paysages, de la forêt de Crécy à la baie de Somme. Au sommet, un clocher pyramidal est coiffé d’un clocheton où se postait le guetteur. La toiture est recouverte d'ardoise.
Un escalier à vis de 75 marches permet d'accéder aux étages. Au premier étage se trouve la salle des échevins. Au second, la salle des gardes servait aux guetteurs et aux gardes chargés de la surveillance de la cité et des alentours. Des cloches permettaient de prévenir la population en cas d'attaque ou d'incendie.
De la salle des gardes, on accède à l'ancienne prison située dans l'une des tourelles. Sur les murs de cette prison, sont encore visibles des graffitis datant des XVIIe et XVIIIe siècles.
Dans l'ancienne salle de Justice de Paix construite au XIXe siècle, figurent des peintures d'Albert Siffait de Moncourt illustrant la vie de Rue et des campagnes alentour au début du XXe siècle.
Le beffroi conserve en son sommet 4 cloches, dont Marie-Louise, la plus grosse pesant 1,4 tonne.